# 吉田真里子
吉田 真里子（よしだ まりこ、1970年11月19日 - ）は、1980年代後半から1990年代前半にかけて活動した日本のアイドル・歌手・シンガーソングライター。兵庫県姫路市出身。血液型はB型。

## 略歴・人物

### 生い立ち
1970年11月19日、兵庫県姫路市に次女として生まれる。姉と兄が居る。母親が週刊誌を見ているうちに、その中で「マリコ」という名前の響きが気に入って決めたということで、本人曰く「（きょうだいの中で）私が一番意味の無い名前」とのこと。姫路市立八幡小学校→姫路市立夢前中学校卒業。中学時代の席次は439人中30番以内だった。部活はブラスバンド部で、クラリネットを担当していた。

### ミスマガジン
1987年、兵庫県立姫路東高等学校在学中に第6回ミスマガジン（講談社）に応募。応募総数7万人の第一次予選を突破し、70人に絞られた第二次予選まで進んだものの、学校から校外活動の許可が得られずに本選に出場できなかった。しかし夏休み期間をかけて学校を説得し、ミスマガジン特別賞を受賞した。高2の二学期から東京の女子高に転校し、グラビアやTV-CFなどの芸能活動をスタートさせた。ミスマガジンの隠し玉として神秘的な存在感を持ち、知的・清楚系のイメージで同じくマガジン出身の斉藤由貴・南野陽子に続くアイドルとしてインパクトを与えた。

### アイドル時代
1988年5月21日、『とまどい』でCBS・ソニーからアイドル歌手デビュー。池袋サンシャイン噴水広場で行われたデビューイベントではファン3000人が集まり、運営のCBS・ソニー、講談社がパニックを恐れたビル管理会社からイベント中止を要請される程であった。CBS・ソニーが吉田にかけた熱量は高く、いい楽曲が上がるようにとデビュー曲は20曲も発注したという。河合その子のプロデューサーであった稲葉龍文と共に、吉田の音楽プロデュースを担当した編曲家の武部聡志は、吉田の知的さや繊細さをイメージして楽曲を制作したと語った。
1988年9月21日、セカンドシングル『さよならのリフレイン』リリース。「今週のスポットライト」のコーナーで『ザ・ベストテン』に出演した。『夜のヒットスタジオDELUXE』など、その他多くの歌番組やアイドル番組、バラエティ番組の歌のコーナーにも出演。新人アイドルとして高い人気を集めた小川範子、坂上香織と共に、「アイドル四天王」（南野陽子・浅香唯・中山美穂・工藤静香）のトップ集団に次ぐ人気を獲得した。コラムニストの竹内義和は、あと数年早くデビューしていれば松田聖子や中森明菜と同じように突き抜けたアイドルになっていただろうと語った。
1989年2月10日、サードシングル『夢を追いかけて』リリース。フジテレビ系アニメ『名門!第三野球部』エンディングテーマ曲となる。同年3月、4月にはファースト・コンサート（東京・大阪・名古屋）、12月にはセカンド・コンサート（東京・大阪・名古屋）を開催。
1990年からは、"ハートフルギャラリー"と名付けられたライブ活動を行う。テレビの歌番組にアイドルが出演する機会がどんどん失われていく時代の風潮の中にあって、歌に関するひとつの取り組み方をきっぱりと打ち出した点で、歌手・吉田真里子の意思の非凡さを物語っていた。
この頃、献血にて自身の正しい血液型がB型である事が判明。デビュー当時のプロフィールにあるA型は間違いである。

### インディーズ時代
1993年、インディーズレーベル「ブルータートル」を設立。
1999年、最後のライブを開催。以降、オフィシャルHPを開設し、時々日記を更新。ラジオ番組への出演のほか、ファン向けイベントのみ活動を行った。
2002年、自身のHPにて、2001年9月23日に入籍した事を発表。あわせて芸能活動引退を発表。

## ディスコグラフィ

### シングル
|                  | 発売日           | タイトル             | c/w                                                                      | 規格             | 規格品番         | オリコン最高位   |
| CBS/SONY RECORDS | CBS/SONY RECORDS | CBS/SONY RECORDS     | CBS/SONY RECORDS                                                         | CBS/SONY RECORDS | CBS/SONY RECORDS | CBS/SONY RECORDS |
| ---------------- | ---------------- | -------------------- | ------------------------------------------------------------------------ | ---------------- | ---------------- | ---------------- |
| 1st              | 1988年5月21日    | とまどい             | 淡色の予感                                                               | EP               | 07SH-3061        | 14位             |
| 1st              | 1988年5月21日    | とまどい             | 淡色の予感                                                               | 8cmCD            | 10EH-3061        | 14位             |
| 2nd              | 1988年9月21日    | さよならのリフレイン | 風を描いたキャンパス                                                     | EP               | 07SH-3110        | 15位             |
| 2nd              | 1988年9月21日    | さよならのリフレイン | 風を描いたキャンパス                                                     | 8cmCD            | 10EH-3110        | 15位             |
| 3rd              | 1989年2月10日    | 夢を追いかけて       | 悲しみを吹き飛ばせ                                                       | EP               | 07SH-3159        | 21位             |
| 3rd              | 1989年2月10日    | 夢を追いかけて       | 悲しみを吹き飛ばせ                                                       | 8cmCD            | 10EH-3159        | 21位             |
| 4th              | 1989年6月1日     | 夏の恋人達           | 手紙                                                                     | 8cmCD            | 10EH-3289        | 24位             |
| 4th              | 1989年6月1日     | 夏の恋人達           | 手紙                                                                     | CT               | 10WH-3289        | 24位             |
| 5th              | 1989年12月10日   | 嘆きの天使           | 黄昏のサリンジャー                                                       | 8cmCD            | CSDL-3044        | 54位             |
| 5th              | 1989年12月10日   | 嘆きの天使           | 黄昏のサリンジャー                                                       | CT               | CSSL-3044        | 54位             |
| 6th              | 1990年5月21日    | 陽ざしのソリチュード | 伝言                                                                     | 8cmCD            | CSDL-3092        | 66位             |
| 6th              | 1990年5月21日    | 陽ざしのソリチュード | 伝言                                                                     | CT               | CSSL-3092        | 66位             |
| 7th              | 1990年10月21日   | Roman〜ロマン〜      | 19歳                                                                     | 8cmCD            | CSDL-3177        | 61位             |
| Sony Records     |                  |                      |                                                                          |                  |                  |                  |
| 8th              | 1991年11月21日   | すべては空の下       | ホワイト・クリスマス                                                     | 8cmCD            | SRDL-3408        | 圏外             |
| ブルータートル   |                  |                      |                                                                          |                  |                  |                  |
| 9th              | 1993年10月31日   | Prayer               | 白い世界 テンペスト                                                      | Maxi             | BT-001           | 圏外             |
| 10th             | 1998年9月1日     | kiki                 | kiki (piano dub mix) kiki (aaw breathy mix) kiki (vocal track for remix) | Maxi             | BT-004           | 圏外             |
| 11th             | 1998年9月1日     | OFF                  | OFF (off to on mix) OFF (kung-fu mix) OFF (vocal track for remix)        | Maxi             | BT-005           | 圏外             |
| 12th             | 1999年4月1日     | may                  | may (kick the ground mix) may (13th mix) may (vocal track for remix)     | Maxi             | BT-006           | 圏外             |

### アルバム

#### オリジナルアルバム
|                  | 発売日           | タイトル           | 規格             | 規格品番         |                  |
| CBS/SONY RECORDS | CBS/SONY RECORDS | CBS/SONY RECORDS   | CBS/SONY RECORDS | CBS/SONY RECORDS | CBS/SONY RECORDS |
| ---------------- | ---------------- | ------------------ | ---------------- | ---------------- | ---------------- |
| 1st              | 1988年12月21日   | 詩華集 -ANTHOLOGY- | LP               | 28AH-5183        |                  |
| 1st              | 1988年12月21日   | 詩華集 -ANTHOLOGY- | CD               | 32DH-5183        |                  |
| 2nd              | 1989年9月1日     | ポルトレ 〜肖像〜  | CD               | 32DH-5294        |                  |
| 3rd              | 1990年6月21日    | 拝啓、愛しの友達   | CD               | CSCL-1184        |                  |
| 4th              | 1991年1月21日    | クレッセント       | CD               | CSCL-1624        |                  |
| ブルータートル   |                  |                    |                  |                  |                  |
| 5th              | 1994年12月1日    | 匿名希望           | CD               | BT-002           |                  |

#### ミニアルバム
|                | 発売日         | タイトル       | 規格           | 規格品番       |                |
| ブルータートル | ブルータートル | ブルータートル | ブルータートル | ブルータートル | ブルータートル |
| -------------- | -------------- | -------------- | -------------- | -------------- | -------------- |
| 1st            | 1995年9月8日   | Miss Holiday   | CD             | BT-003         |                |

#### ベストアルバム
|              | 発売日         | タイトル     | 規格         | 規格品番     |              |
| Sony Records | Sony Records   | Sony Records | Sony Records | Sony Records | Sony Records |
| ------------ | -------------- | ------------ | ------------ | ------------ | ------------ |
| 1st          | 1991年12月12日 | ブーケ       | CD           | SRCL-2266    |              |

### 映像作品
|                  | 発売日           | タイトル         | 規格             | 規格品番         |                  |
| CBS/SONY RECORDS | CBS/SONY RECORDS | CBS/SONY RECORDS | CBS/SONY RECORDS | CBS/SONY RECORDS | CBS/SONY RECORDS |
| ---------------- | ---------------- | ---------------- | ---------------- | ---------------- | ---------------- |
| 1st              | 1989年6月21日    | Little Romance   | VHS              | 42ZH-242         |                  |
| 1st              | 1989年6月21日    | Little Romance   | LD               | 42LH-242         |                  |
| 2nd              | 1990年3月21日    | innocent         | VHS              | CSVM-168         |                  |
| 2nd              | 1990年3月21日    | innocent         | LD               | CSLM-168         |                  |
| ブルータートル   |                  |                  |                  |                  |                  |
| 3rd              | 1995年12月1日    | quatre saisons   | VHS              | BTV-001          |                  |
| 4th              | 1999年9月1日     | kikiOFFmay       | VHS              | BTV-002          |                  |

### 参加楽曲
| 発売日         | 商品名                | 歌         | 楽曲                                     | 備考 |
| -------------- | --------------------- | ---------- | ---------------------------------------- | ---- |
| 1994年11月18日 | Season's Groovin'     | 吉田真里子 | 「トリコロール〜MUSIC TO WATCH GIRLS〜」 |      |
| 1998年10月21日 | taste of SWEET LOVE 2 | 吉田真里子 | 「まっててごらん」                       |      |
| 1999年10月1日  | TIN PAN MARKET        | 吉田真里子 | 「New York In The Afternoon」            |      |

### タイアップ
| 楽曲                 | タイアップ                                                        | 収録作品                         |
| -------------------- | ----------------------------------------------------------------- | -------------------------------- |
| 夢を追いかけて       | フジテレビ系アニメーション『名門!第三野球部』エンディングテーマ曲 | シングル「夢を追いかけて」       |
| 陽ざしのソリチュード | 本人が出演していた農協の共済（現在のJA共済）CMソング              | シングル「陽ざしのソリチュード」 |
| Roman〜ロマン〜      | オートレース イメージソング                                       | シングル「Roman〜ロマン〜」      |

## 書籍
1. 守ってあげたい…Mariko 吉田真里子（1988年7月、講談社、撮影：伊藤隼也）ISBN 978-4061016323
2. ふたり 飾りのないDIARY（1988年10月、講談社、エッセイ：吉田真里子、詩：井上香織、撮影：伊藤隼也）ISBN 978-4061031043
3. 吉田真里子写真集 リトル・ロマンス（1989年6月、講談社、撮影：伊藤隼也）ISBN 978-4061031067
4. バラードが聞こえる… 吉田真里子写真集（1990年7月、講談社、撮影：木村晴）ISBN 978-4061031098

## テレビ・ラジオ

### ドラマ
- 悲しみが止まらない（フジテレビ、1988年）
- 映画みたいな恋したい「摩天楼はバラ色に」（テレビ東京、1991年）

### ラジオ
- 文化放送「真里子とひかるのチャレンジ学園夢計画」→「真里子とひかるのチャレンジ学園放送局」→「真里子とひかるのチャレンジ学園まりかるクラブ」（西田ひかると共演。福武書店（現：ベネッセコーポレーション）提供）
- MBSラジオ「アイドル・テルテルランド」 NTT提供
- Kiss-FM「Le Ciel〜いつか見た空〜」→「HIMEJI SOUND CASTLE」
- FM-FUJI「スーパーエディターズプロデュース」
- 朝日放送「ポップアップミュージック」

### CM
- ポッカコーポレーション「コーンナッツ」
- 全共連 農協自賠責共済
- NTT（北海道限定）「パジャマコール」
- オートレース
- 家具の板文 イメージキャラクター（サンテレビ限定。出身地・姫路市の家具店）

### その他
- 1988年FM東京リスナーズグランプリ（JFNリスナーズアウォード）最優秀新人賞受賞。同年、賞レース常連の相川恵里と仲村知夏を抑えての最優秀新人賞受賞。
- 日立 世界・ふしぎ発見!（TBSテレビ系） - ミステリーハンター
  - 第213回（1990年7月21日放送） 夏休み特集 さあ!虫を探しに行こう ファーブル昆虫記の世界（フランス）
  - 第257回（1991年6月15日放送） 幕よあけ!シェイクスピアへの旅（イギリス）